# Eratostenià
L'Eratostenià és un període de l'escala geològica lunar que comprèn el temps entre fa 3.200 i 1.100 milions d'anys. El seu nom ve del cràter Eratòstenes, la formació del qual marca l'inici del període Copernicà, que el succeeix. L'immens vulcanisme basàltic del període Imbrià superior es reduí gradualment fins a aturar-se cap a la darreria d'aquest període, el més llarg de la història geològica lunar. En l'Eratostenià, el sistema solar ja no tenia gaire objectes capaços de desencadenar grans impactes i generar conques d'impacte.
El seu equivalent a la Terra són gran part del Neoarqueà, el Paleoproterozoic i el Mesoproterozoic.